# Premios Hispania Nostra
Los Premios Hispania Nostra (nombre completo: Premios Hispania Nostra a las buenas prácticas en la conservación del Patrimonio Cultural y Natural) se convocan con la finalidad de apoyar, promocionar y difundir aquellas iniciativas que contribuyen a la salvaguarda y puesta en valor del Patrimonio Cultural y Natural español. 

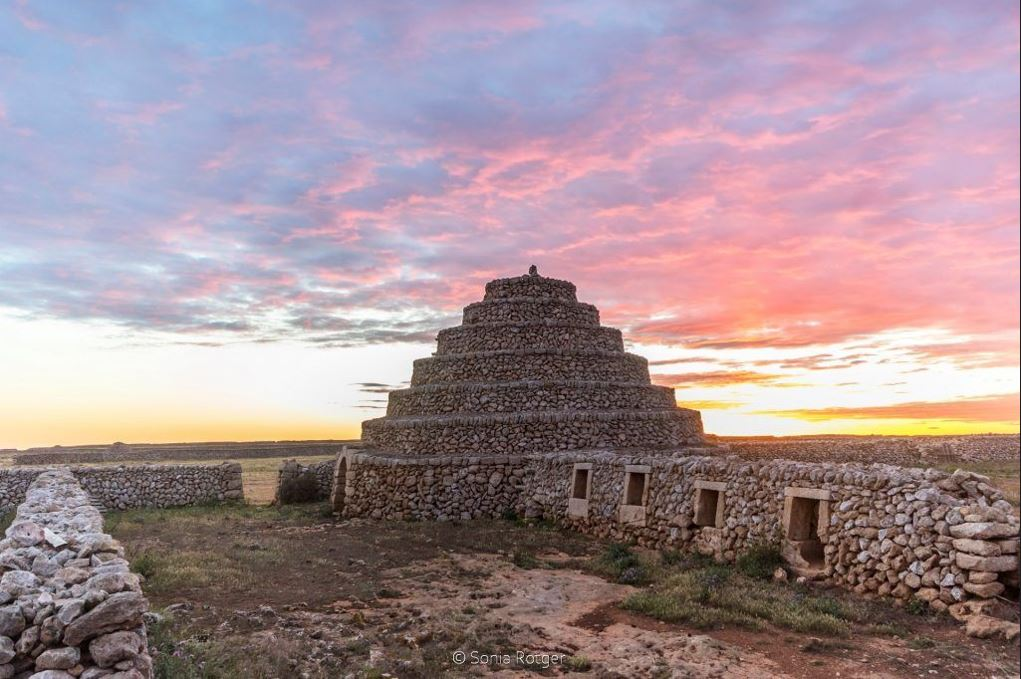
Salvaguarda del paisaje cultural de Punta Nati - Ciudadela de Menorca, Isla de Menorca, Islas Baleares. Premio en la categoría 1. Intervención en el territorio o en el paisaje en el año 2022.

La iniciativa surge desde Hispania Nostra, una asociación sin ánimo de lucro constituida en 1976 y cuyo principal objetivo es la salvaguarda patrimonial en España, abarcando no solo el patrimonio cultural, sino también el natural.La asociación, junto con el apoyo de la Fundación Banco Santander, convoca anualmente dichos premios con la intención de contribuir a la difusión de las buenas prácticas en el ámbito del Patrimonio Cultural y Natural de España.
Así, estos reconocimientos son otorgados por la asociación a personas, instituciones y proyectos destacados en la protección, conservación y difusión del patrimonio español.
Los premios se dividen en diferentes categorías, que abarcan diversos aspectos del patrimonio cultural, como la restauración de monumentos, la recuperación de espacios urbanos, la protección del patrimonio inmaterial, la investigación y la divulgación, entre otros. Cada categoría reconoce y premia los logros y las buenas prácticas en el ámbito correspondiente.
Se entregan anualmente en una ceremonia pública, donde se celebra y se da visibilidad a los galardonados. Estos premios son considerados un reconocimiento prestigioso en el ámbito del patrimonio cultural en España y promueven la excelencia en la conservación y gestión del patrimonio.

## Historia
Si bien la asociación Hispania Nostra surge en la década de los setenta, los Premios Hispania Nostra tienen su origen en épocas recientes. 

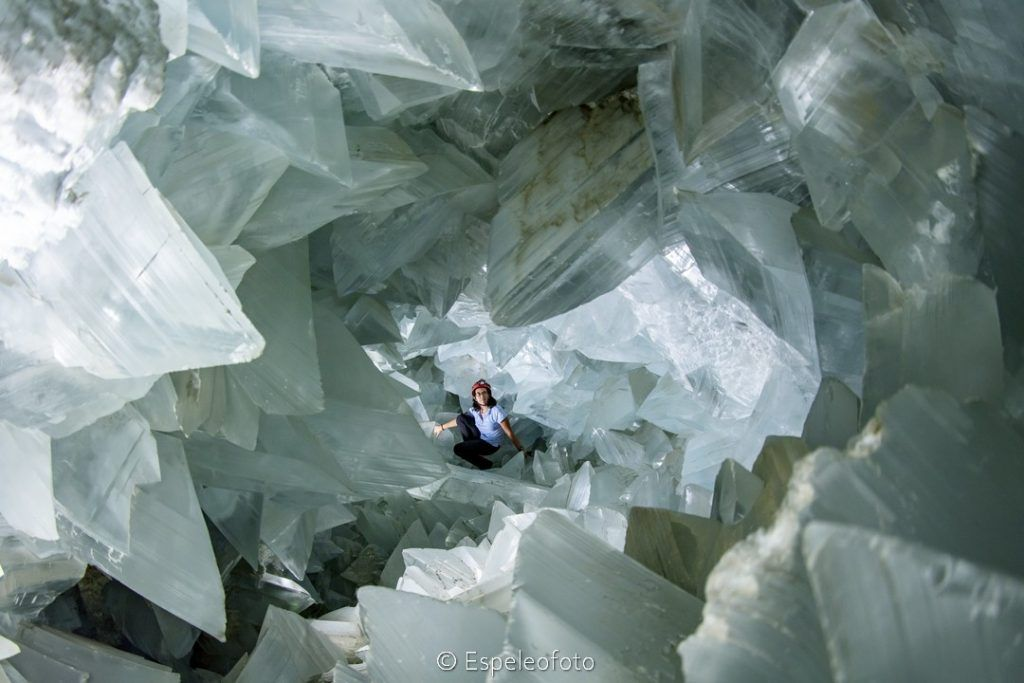
Proyecto de recuperación de la Geoda de Pulpí - Pulpí, Almería, Andalucía. Premio en la categoría 1. Intervención en el territorio o en el paisaje en el año 2023.

En 2023 los premios ya cuentan con 48 fallos a distintos proyectos e iniciativas que han contribuido a la protección patrimonial en España, con distinciones otorgadas de manera anual a partir de 2012.

## Categorías
Las tres categorías marcadas en los Premios Hispania Nostra responden a las necesidades del Patrimonio Cultural Español. Aquellos proyectos ganadores son condecorados con una placa conmemorativa de bronce. Las categorías son:

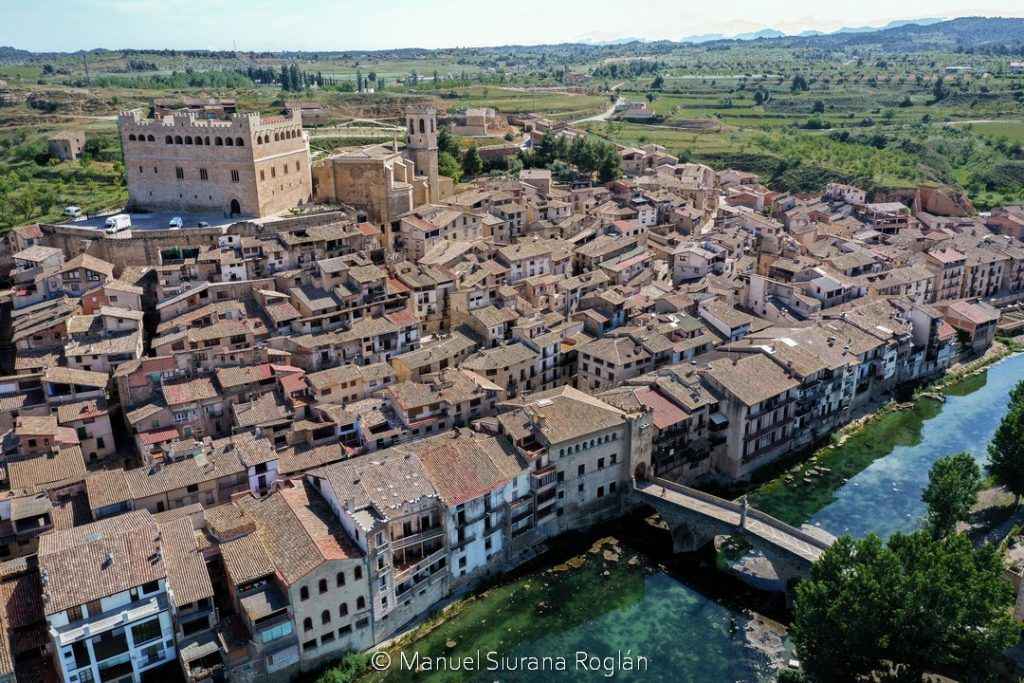
Mantenimiento y recuperación del patrimonio de Valderrobres - Valderrobres, Teruel, Aragón. Premio en la categoría 2. Conservación del patrimonio como factor de desarrollo económico y social en el año 2023.

### Primera categoría: Premio a la intervención en el territorio o en el paisaje
Dedicado a destacar actuaciones ejemplares de restauración, conservación o mejora del paisaje, conforme a los principios generales de la Convención Europea del año 2000, potenciando las intervenciones en el medio natural, rural o urbano, cuyo soporte es el territorio y cuyo contenido es la cultura.

### Segunda categoría: Premio a la conservación del Patrimonio como factor de desarrollo económico y social
Dedicado a promover el reconocimiento de las intervenciones o los modelos de gestión de un bien cultural que, preservando todos sus valores patrimoniales, hayan promovido beneficios para los habitantes del entorno de la actuación y representado un impacto económico y social positivo y duradero.

### Tercera Categoría: Premio a la señalización y difusión del Patrimonio Cultural y Natural
Dedicado a promover la comunicación, conocimiento, difusión e innovación del Patrimonio a través de sistemas gráficos, símbolos o señales físicas, publicaciones e innovaciones técnicas, tanto mediante soportes convencionales como por medio de nuevas tecnologías. Deberán estar ubicados en espacios públicos o privados, exteriores o interiores, rutas, que anuncien, identifiquen, guíen, orienten, pongan en valor o expliquen itinerarios, bienes o espacios de interés cultural o puestos al alcance público, de forma gratuita, a través de medios digitales.

## Listado de premios
| #  | Año  | Categoría                                                                   | Nombre | Lugar                                                                                       |
| 1  | 2012 | 3. Señalización y difusión del patrimonio cultural y natural                | Señalización de senderos homologados, iniciada en 1972 por la Federación de Montañismo                                                 | Ámbito nacional.                                                                            |
| 2  | 2012 | 3. Señalización y difusión del patrimonio cultural y natural                | Señalización del Camino Natural del paisaje agrario sayagués                                                                           | Almeida de Sayago, Zamora, Castilla y León.                                                 |
| 3  | 2012 | 2. Conservación del patrimonio como factor de desarrollo económico y social | Museo Parque Ecológico Cueva Pintada                                                                                                   | Gáldar (Isla de Gran Canaria), Las Palmas, Canarias.                                        |
| 4  | 2012 | 2. Conservación del patrimonio como factor de desarrollo económico y social | Parque del Puente del Diablo | Tarragona, Tarragona, Cataluña.                                                             |
| 5  | 2012 | 1. Intervención en el territorio o en el paisaje                            | Ecoparque de Trasmiera. Un museo abierto al cielo                                                                                      | Arnuero, Cantabria, Cantabria.                                                              |
| 6  | 2013 | 1. Intervención en el territorio o en el paisaje                            | Parque fluvial de Pamplona | Pamplona, Navarra, Comunidad Foral de Navarra.                                              |
| 7  | 2013 | 3. Señalización y difusión del patrimonio cultural y natural                | Señalización del recinto monumental de la Alhambra y el Generalife                                                                     | Granada, Granada, Andalucía.                                                                |
| 8  | 2013 | 2. Conservación del patrimonio como factor de desarrollo económico y social | Universidad de Alcalá de Henares. El compromiso permanente con la recuperación del Patrimonio Cultural                                 | Alcalá de Henares, Madrid, Comunidad de Madrid.                                             |
| 9  | 2013 | 2. Conservación del patrimonio como factor de desarrollo económico y social | Olivos milenarios en el territorio del Sènia                                                                                           | Territorio del Sénia, Castellón, Tarragona, Teruel, Aragón, Cataluña, Comunidad Valenciana. |
| 10 | 2014 | 2. Conservación del patrimonio como factor de desarrollo económico y social | Hotel Hacienda de Abajo en la isla de la Palma                                                                                         | Tazacorte, Santa Cruz de Tenerife, Canarias.                                                |
| 11 | 2014 | 2. Conservación del patrimonio como factor de desarrollo económico y social | Fundación Santa María de Albarracín | Albarracín, Teruel, Aragón.                                                                 |
| 12 | 2014 | 1. Intervención en el territorio o en el paisaje                            | Actuación paisajística en la ensenada de Bolonia                                                                                       | Tarifa, Cádiz, Andalucía.                                                                   |
| 13 | 2015 | 2. Conservación del patrimonio como factor de desarrollo económico y social | Trayectoria de la entidad pública “Paradores de Turismo”                                                                               | Ámbito nacional.                                                                            |
| 14 | 2015 | 1. Intervención en el territorio o en el paisaje                            | Recuperación de la acequia medieval de Barjas                                                                                          | Cáñar, Granada, Andalucía.                                                                  |
| 15 | 2015 | 3. Señalización y difusión del patrimonio cultural y natural                | Proyecto Piloto PHDUERO | Ámbito nacional.                                                                            |
| 16 | 2015 | 1. Intervención en el territorio o en el paisaje                            | Programa patrimonio y territorio: el valle del Nansa y Peñarrubia                                                                      | Puentenansa, Cantabria, Cantabria.                                                          |
| 17 | 2016 | 2. Conservación del patrimonio como factor de desarrollo económico y social | Madrid Río | Madrid, Madrid, Comunidad de Madrid.                                                        |
| 18 | 2016 | 3. Señalización y difusión del patrimonio cultural y natural                | Conservación y mantenimiento del Toro Osborne                                                                                          | Ámbito nacional.                                                                            |
| 19 | 2016 | 2. Conservación del patrimonio como factor de desarrollo económico y social | Conjunto monumental de Portilla | Zambrana, Álava, País Vasco.                                                                |
| 20 | 2017 | 1. Intervención en el territorio o en el paisaje                            | Lithica-Pedreres de s’Hostal. Del paisaje olvidado al patrimonio vivo                                                                  | Ciudadela de Menorca, Isla de Menorca, Islas Baleares.                                      |
| 21 | 2017 | 2. Conservación del patrimonio como factor de desarrollo económico y social | Rubia Tinctorum | Collado Hermoso, Segovia, Castilla y León.                                                  |
| 22 | 2017 | 2. Conservación del patrimonio como factor de desarrollo económico y social | Conjunto Monumental de la Fortaleza de la Mota                                                                                         | Alcalá la Real, Jaén, Andalucía.                                                            |
| 23 | 2018 | 2. Conservación del patrimonio como factor de desarrollo económico y social | Restauración de la Logia del jardín de la Casa Palacio de los Ribera en Bornos                                                         | Bornos, Cádiz, Andalucía.                                                                   |
| 24 | 2018 | 3. Señalización y difusión del patrimonio cultural y natural                | Publicación digital “Numancia: arqueología e historia”                                                                                 | Garray, Soria, Castilla y León.                                                             |
| 25 | 2018 | 2. Conservación del patrimonio como factor de desarrollo económico y social | Transformación de los antiguos edificios industriales de Ferrándiz y Carbonell en el actual campus de Alcoy                            | Alcoy, Alicante, Comunidad Valenciana.                                                      |
| 26 | 2018 | 1. Intervención en el territorio o en el paisaje                            | Proyecto de rehabilitación de la antigua Real Fábrica de Hojalata de San Miguel de Ronda                                               | Júzcar, Málaga, Andalucía.                                                                  |
| 27 | 2019 | 3. Señalización y difusión del patrimonio cultural y natural                | Sigena: la magia de un sueño | Villanueva de Sigena, Huesca, Aragón.                                                       |
| 28 | 2019 | 1. Intervención en el territorio o en el paisaje                            | Proyecto de La Ponte – Ecomuséu | Villanueva de Santo Adriano, Asturias, Principado de Asturias.                              |
| 29 | 2019 | 2. Conservación del patrimonio como factor de desarrollo económico y social | Red Nacional de Maestros de la Construcción Tradicional                                                                                | Ámbito nacional.                                                                            |
| 30 | 2020 | 2. Conservación del patrimonio como factor de desarrollo económico y social | Catalogación e informatización del archivo histórico y musical de la catedral de Burgos                                                | Burgos, Burgos, Castilla y León.                                                            |
| 31 | 2020 | 1. Intervención en el territorio o en el paisaje                            | La necrópolis de Las Ruedas de Pintia                                                                                                  | Padilla de Duero y Pesquera de Duero, Valladolid, Castilla y León.                          |
| 32 | 2020 | 3. Señalización y difusión del patrimonio cultural y natural                | Patrimoniuindustrial.com | Gijón, Asturias, Principado de Asturias.                                                    |
| 33 | 2020 | 1. Intervención en el territorio o en el paisaje                            | Bodegas subterráneas y lagares tradicionales de Moradillo de Roa                                                                       | Moradillo de Roa, Burgos, Castilla y León.                                                  |
| 34 | 2020 | 2. Conservación del patrimonio como factor de desarrollo económico y social | Museo Cal de Morón | Morón de la Frontera, Sevilla, Andalucía.                                                   |
| 35 | 2020 | 3. Señalización y difusión del patrimonio cultural y natural                | App para la reconstrucción virtual del Castillo de San Vicente de la Sonsierra                                                         | San Vicente de la Sonsierra, La Rioja, La Rioja.                                            |
| 36 | 2020 | 1. Intervención en el territorio o en el paisaje                            | Intervención de acondicionamiento, mejora y restauración paisajística del Parque de las Aguas de Cornellá de Llobregat                 | Cornellá de Llobregat, Barcelona, Cataluña.                                                 |
| 37 | 2020 | 2. Conservación del patrimonio como factor de desarrollo económico y social | Yacimiento arqueológico de Guarrazar                                                                                                   | Guadamur, Toledo, Castilla-La Mancha.                                                       |
| 38 | 2021 | 2. Conservación del patrimonio como factor de desarrollo económico y social | Proyecto de gestión del patrimonio. Real Maestranza de Caballería de Ronda RMR                                                         | Ronda, Málaga, Andalucía.                                                                   |
| 39 | 2021 | 1. Intervención en el territorio o en el paisaje                            | Actuaciones de rehabilitación en el Camino de Santiago francés a su paso por el entorno del embalse de Yesa                            | Ruesta, Zaragoza, Aragón.                                                                   |
| 40 | 2021 | 3. Señalización y difusión del patrimonio cultural y natural                | Andando Córdoba | Córdoba, Córdoba, Andalucía.                                                                |
| 41 | 2021 | 2. Conservación del patrimonio como factor de desarrollo económico y social | Rehabilitación y reconstrucción de edificio hospitalario y anexos de la Isla del Rey en el Puerto de Mahón para Centro Cultural        | Mahón, Isla de Menorca, Islas Baleares.                                                     |
| 42 | 2022 | 1. Intervención en el territorio o en el paisaje                            | Salvaguarda del paisaje cultural de Punta Nati                                                                                         | Ciudadela de Menorca, Isla de Menorca, Islas Baleares.                                      |
| 43 | 2022 | 2. Conservación del patrimonio como factor de desarrollo económico y social | Recuperación y puesta en valor del Monasterio de Santa María de Rioseco: motor de cambio y desarrollo en la España rural               | Rioseco, Burgos, Castilla y León.                                                           |
| 44 | 2022 | 2. Conservación del patrimonio como factor de desarrollo económico y social | Rehabilitación integral del Pabellón de Convenciones del recinto ferial de Casa de Campo                                               | Madrid, Madrid, Comunidad de Madrid.                                                        |
| 45 | 2022 | 3. Señalización y difusión del patrimonio cultural y natural                | Diseño, desarrollo y ejecución de la unificación de la señalética específica de las juderías que componen la red “Caminos del Sefarad” | Ámbito nacional.                                                                            |
| 46 | 2023 | 3. Señalización y difusión del patrimonio cultural y natural                | Proyecto cultural “Legado Vivo” | Abarán, Murcia, Región de Murcia.                                                           |
| 47 | 2023 | 2. Conservación del patrimonio como factor de desarrollo económico y social | Mantenimiento y recuperación del patrimonio de Valderrobres                                                                            | Valderrobres, Teruel, Aragón.                                                               |
| 48 | 2023 | 1. Intervención en el territorio o en el paisaje                            | Geoda de Pulpí | Pulpí, Almería, Andalucía.                                                                  |